# Citroën Typ H
Der Citroën Typ H war ein Kleintransporter des französischen Automobilherstellers Citroën, der den Citroën TUB und den Citroën Typ 32 ablöste. Abhängig von der zulässigen Zuladung wurden verschiedene Typenbezeichnungen verwendet (H, HY, HX, HW, HZ und 1600). HY wird häufig als Bezeichnung für alle H-Modelle gebraucht.
Der Typ H war einer der am weitesten verbreiteten Kleintransporter in Frankreich, denn er wurde von Juni 1948 bis Dezember 1981 gebaut – also 33 Jahre lang, zeitweise auch in Belgien und den Niederlanden. Sein Nachfolger wurde der von Sevel Süd produzierte Citroën C25, den es unter anderem auch als Peugeot J5 und Fiat Ducato gab.

## Geschichte

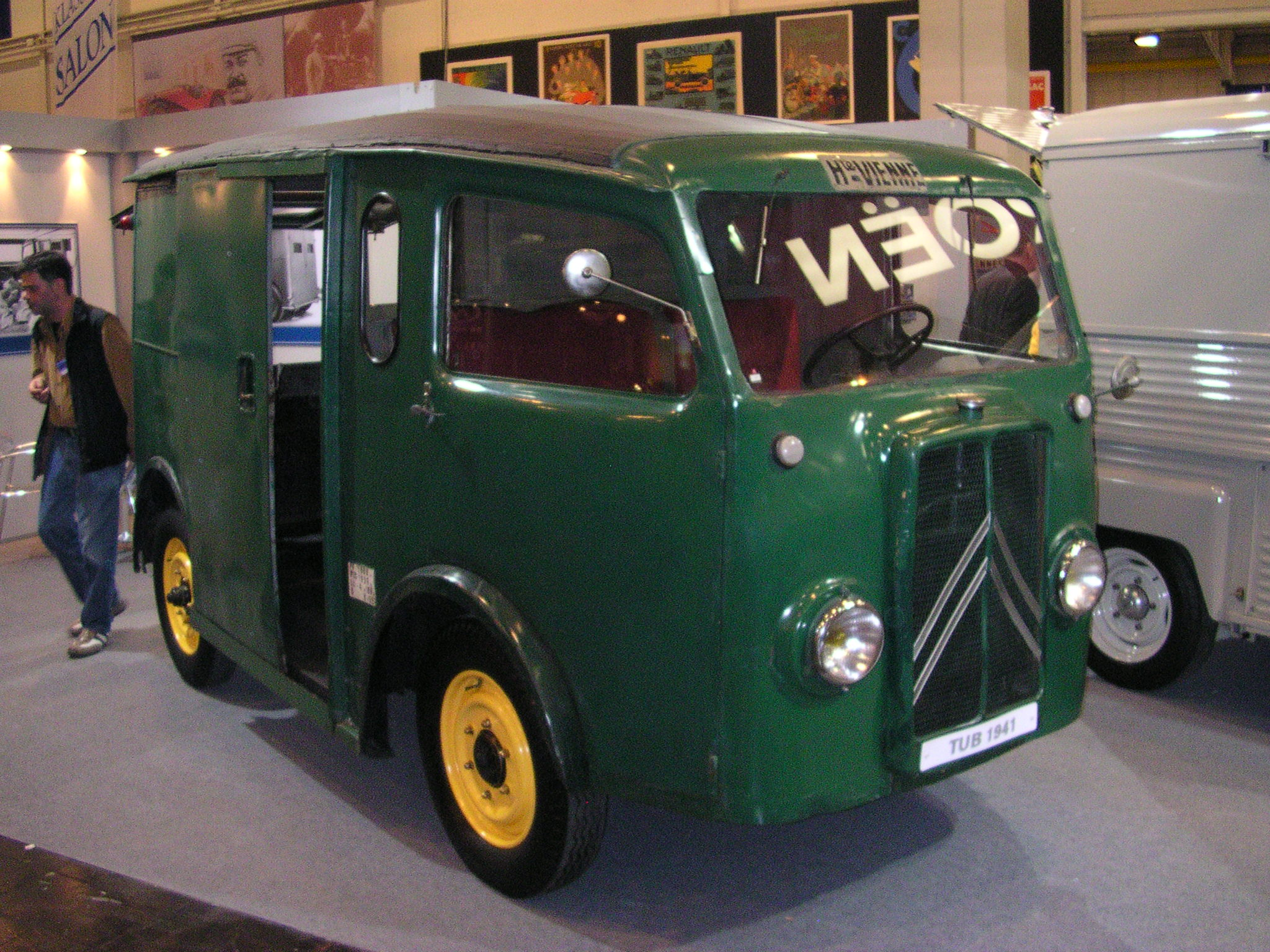
Von 1939 bis 1941 in nur 1.748 Exemplaren gebaut: der Vorgänger TUB

Der frontgetriebene Lieferwagen H wurde im Herbst 1947 auf dem Pariser Autosalon vorgestellt, also ein Jahr vor dem 2CV.
Er wurde aus dem vor dem Krieg nur in kleiner Stückzahl gebauten Citroën TUB weiterentwickelt (weswegen er in Frankreich auch immer noch gerne „Tub“ genannt wird). Motor und Getriebe kamen von der Limousine Traction Avant und später der DS, jedoch jeweils umgekehrt eingebaut – also mit dem Motor vor der Vorderachse und mit entgegengesetzter Motor-Drehrichtung.
Die selbsttragende, mit gewelltem Blech beplankte Karosserie und das raumsparende Fahrwerk mit Doppelquerlenkern vorn, parallelen Schwingen hinten und Drehstabfederung an beiden Achsen ermöglichten eine niedrige Ladekante. Sie lag 35 cm über dem Boden.

## Modelle
Die späteren Modellbezeichnungen HX, HY, HW und HZ bezeichneten die Varianten mit verschiedenen Nutzlasten. Die verschiedenen Verlängerungen von Radstand und Überhang hinten, die nicht von Citroën selbst, sondern nur von Karosseriebauunternehmen (französisch Carrossier wie Currus, Gruau, Heuliez oder SAPA) gebaut wurden, hatten die Bezeichnungen Modification A (40 Zentimeter Überhang) bis Modification F (1,2 Meter Radstandverlängerung und 60 Zentimeter Überhang). Dacherhöhungen gab es mit 10 Zentimetern (für Krankenwagen), 20 Zentimetern und 40 Zentimetern und jeweils mit (avec capot) oder ohne (sans capot) Erhöhung des Dachs über dem Fahrerhaus.
Ab Werk gab es nur den Lieferwagen mit 4,28 Meter Länge und als Fahrgestell mit Fahrerhaus. Große Verbreitung fanden Varianten des Typs H im öffentlichen Dienst, wie beispielsweise für die Polizei, Feuerwehr, Post und als Krankenwagen. Das Angebot der Karosseriebauer richtete sich vor allem an mittelständische Betriebe, mit Planenwagen (auch mit Doppelkabine), Autotransportern, Niederflur-Hubwagen, Verkaufswagen, Kleinbussen, Kühlwagen, Wohnmobilen, Tiertransportern, Bestattungswagen, rollenden Laboren und vielem mehr. Es gab auch Varianten mit der hydropneumatischen Federung der DS an der Hinterachse, die meisten davon waren Krankenwagen des niederländischen Karosseriebauers Akkermans.

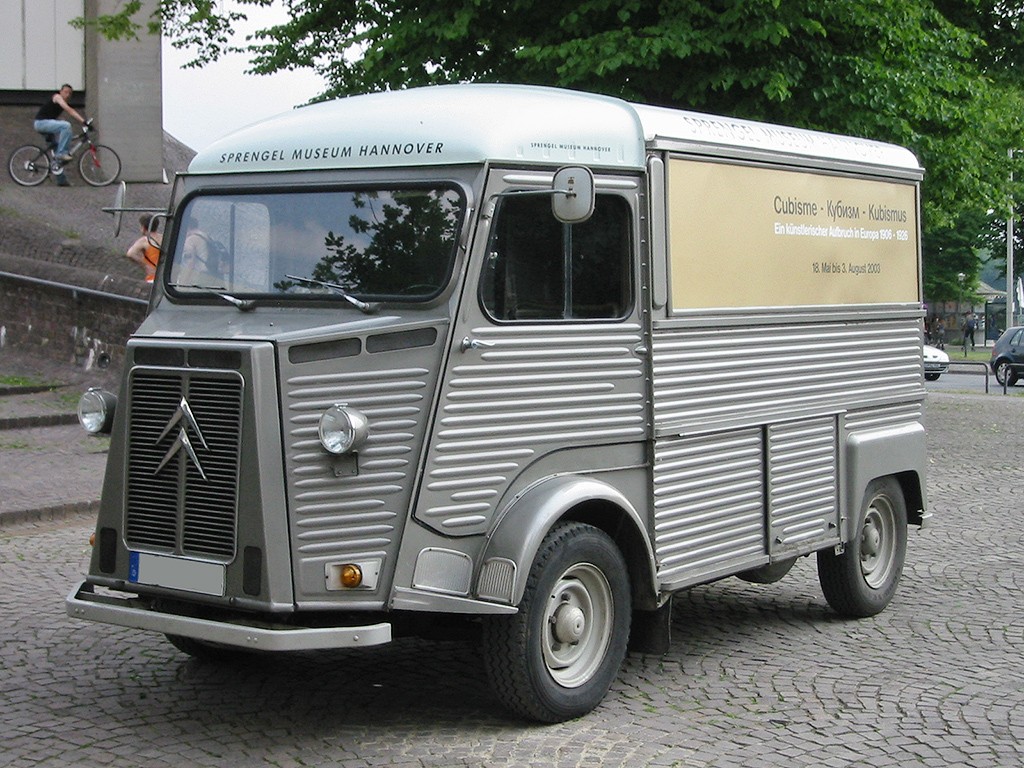
Citroën Typ H als Lieferwagen
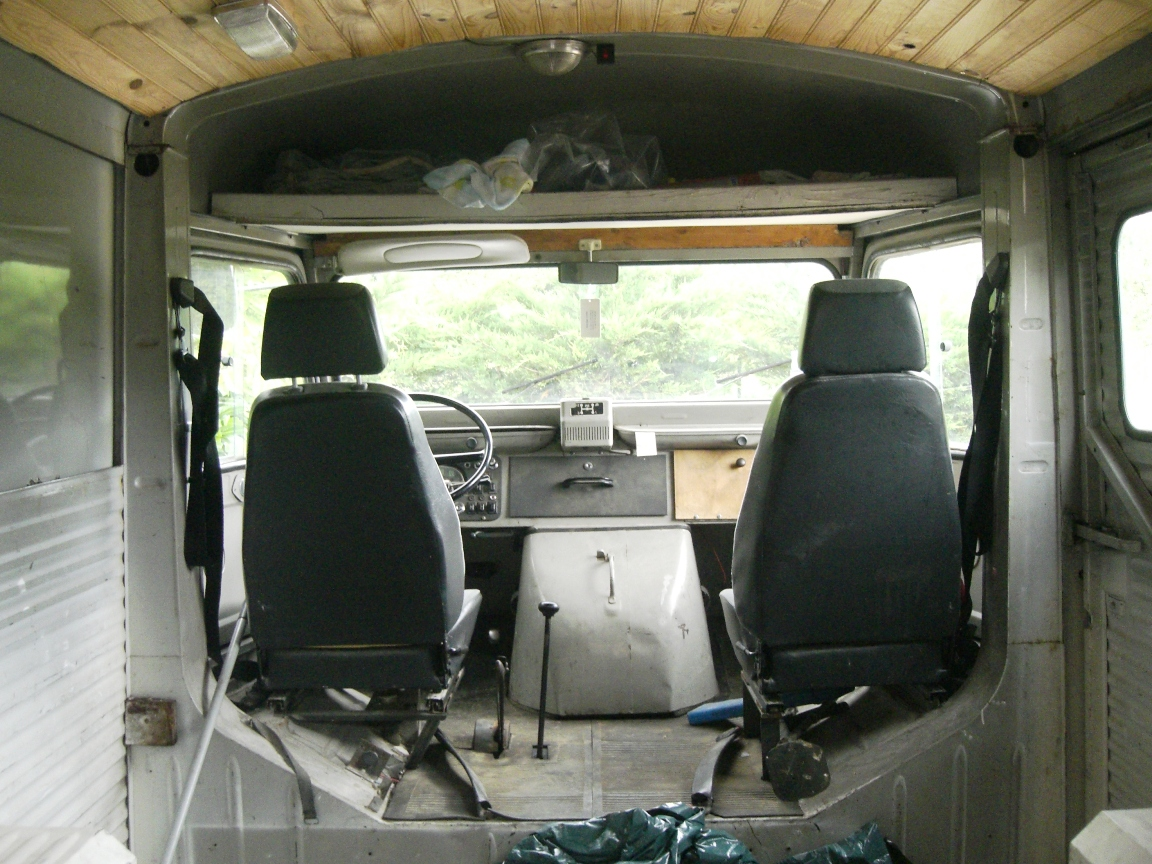
Innenraum mit Motorhaube
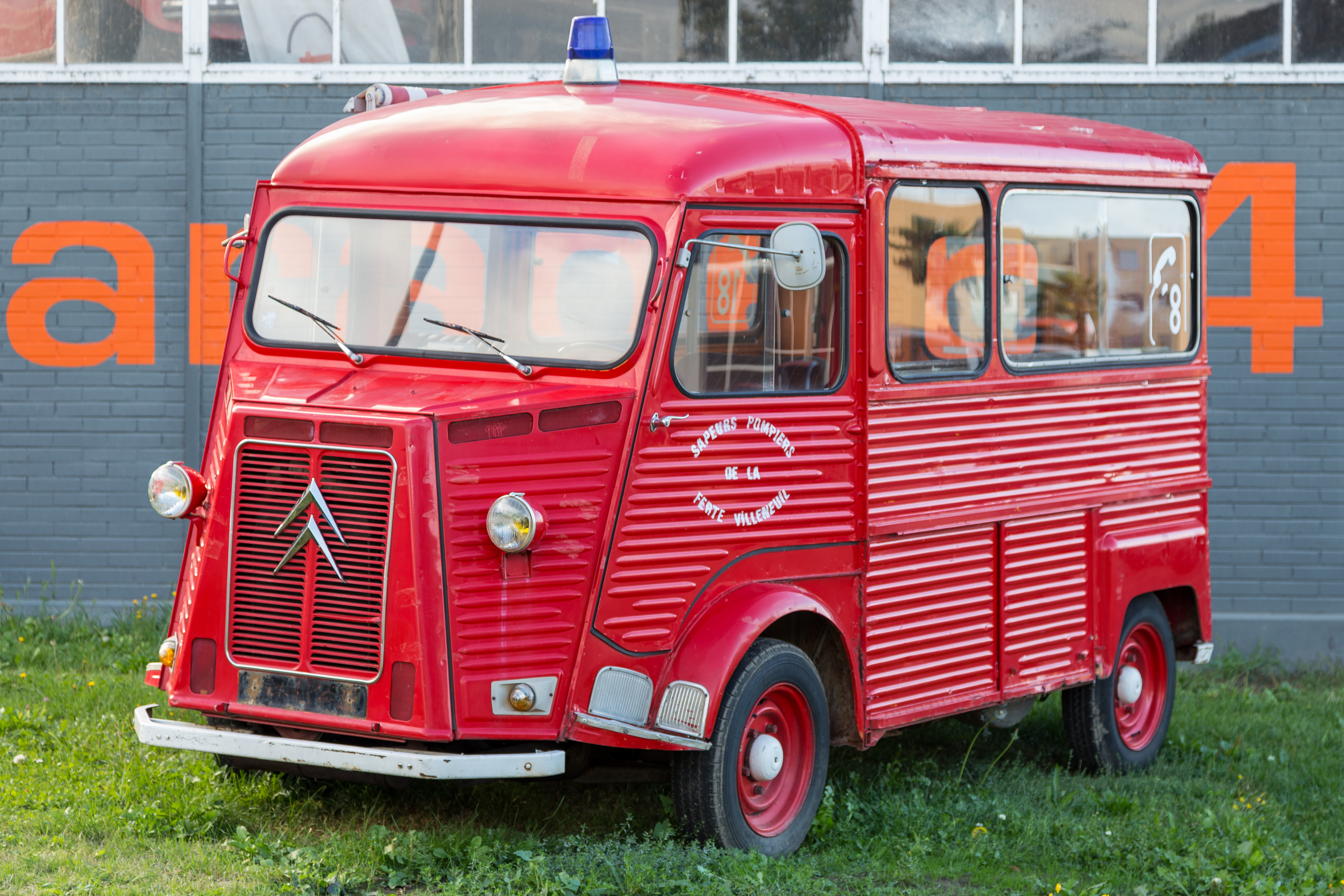
Citroën HY als Feuerwehr-Mannschaftswagen